# Festival dalmatinskih klapa – Omiš 1978.
Festival dalmatinskih klapa Omiš 1978. bila je glazbena manifestacija klapskog pjevanja u Omišu u Hrvatskoj. Festival se održao od 9. do 22. srpnja (6 večeri) 1978. godine.
Poredak nakon večeri:

## Vanjske poveznice
- Službene stranice